# 297 Dywizja Piechoty (III Rzesza)
297 Dywizja Piechoty (niem. 297. Infanterie-Division) – niemiecka dywizja, uczestniczyła w agresji na Francję i w walkach przeciw Armii Czerwonej. Zniszczona w Stalingradzie. Po odtworzeniu brała udział w walkach przeciw partyzantom w Jugosławii.
Pierwszy raz utworzona została w Brück na mocy rozkazu z 31 stycznia 1940, w 8. fali mobilizacyjnej w XVII Okręgu Wojskowym. W czasie niemieckiej agresji na Francję jej udział był niewielki. W lipcu 1940 roku została przerzucona na terytorium okupowanej Polski. Od 22 czerwca 1941 roku wchodząc w skład XXXXIV Korpusu Armijnego uczestniczyła w ataku na Związek Radziecki. Rozbita została w czasie walk o Stalingrad. Resztki dywizji wraz z dowodzącym nią gen. Moritzem von Drebberem oddały się do niewoli Armii Czerwonej.
Ponownie utworzona została latem 1943 na terytorium okupowanej Francji. Brała udział w walkach z partyzantami z Narodowa Armia Wyzwolenia Jugosławii i Armii Czerwonej. 9 maja 1945 część dywizji poddała się partyzantom jugosłowiańskim, a reszta trafiła do niewoli armii USA.

## Dowódcy dywizji
- gen. por. Max Pfeffer 5 IV 1940 – 16 I 1943;
- gen. mjr Moritz von Drebber 16 I 1943 – 25 I 1943[4];
- gen. por. Friedrich Wilhelm Deutsch 1 IV 1943 – 17 II 1944;
- gen. por. Otto Gullman 17 II 1944 – 26 X 1944;
- gen. por. Albrecht Baier 26 X 1944 – 8 V 1945[2].

## Struktura organizacyjna
Stan w styczniu 1940
522., 523. i 524. pułk piechoty, 297. pułk artylerii, 297. batalion pionierów (saperów), 297. oddział przeciwpancerny, 297. oddział łączności.
Skład w marcu 1944
520., 521. i 522. pułk grenadierów, 297. pułk artylerii, 297. batalion pionierów, 297. batalion fizylierów, 297. oddział przeciwpancerny, 297. oddział łączności, 297. polowy batalion zapasowy.